# Mahmoud Abdul-Rauf
Mahmoud Abdul-Rauf (* 9. März 1969 in Gulfport, Mississippi als Chris Wayne Jackson) ist ein ehemaliger US-amerikanischer Basketballspieler. 1991 konvertierte er zum Islam und 1993 änderte er seinen Geburtsnamen in Mahmoud Abdul-Rauf um.
Abdul-Rauf spielte insgesamt 9 Jahre in der nordamerikanischen Profiliga NBA und anschließend in mehreren Ligen im Ausland. Er gilt als einer der besten Distanzschützen der NBA-Geschichte. Hall-of-Fame-Trainer Phil Jackson hat Stephen Currys Wurfstil mit dem von Abdul-Rauf verglichen.
März 1996 löste Abdul-Rauf eine Kontroverse aus, weil er sich weigerte, für die Nationalhymne aufzustehen, und die Flagge der Vereinigten Staaten als Symbol der Unterdrückung bezeichnete.

## Karriere

### NBA
Abdul-Rauf spielte zwei Jahre für die Louisiana State University, ehe er sich zum NBA-Draft 1990 anmeldete und von den Denver Nuggets an dritter Stelle gezogen wurde. Für seine Leistungen im ersten Profijahr wurde er in das NBA All-Rookie Second Team berufen. Insgesamt spielte er sechs Jahre für die Mannschaft aus Colorado und gewann 1993 den NBA Most Improved Player Award, als Spieler, der sich im Vergleich zur vergangenen Saison am stärksten verbessert hat. Später wechselte er zu den Sacramento Kings und nach einem kurzen Intermezzo bei Fenerbahçe Ülker, zu den Vancouver Grizzlies. Danach beendete er seine NBA-Karriere. In 586 Spielen erzielte Abdul-Rauf 14,6 Punkte 1,9 Rebounds und 3,5 Assists pro Spiel. 1994 und 1996 führte er die NBA als bester Freiwurfschütze an.

### Europa und Asien
Nach seiner NBA-Karriere wechselte er zum russischen Vizemeister Ural Great in Perm, mit dem er 2004 den russischen Pokalwettbewerb gewann. Anschließend spielte er ein Jahr beim Basketballverein aus dem italienischen Roseto degli Abruzzi, wo er zusammen mit den deutschen Nationalspielern Misan Nikagbatse und Stephen Arigbabu im Play-off-Viertelfinale der Meisterschaft gegen den späteren Vizemeister Climamio Bologna ausschied. Danach erklärte er zunächst seinen Rücktritt.
2006 kehrte er zum Profibasketballsport zurück und unterschrieb beim griechischen Spitzenklub Aris aus Thessaloniki. Die letzten Jahre seiner Karriere verbrachte er in Asien, wo er im arabischen Dschidda für Al-Ittihad und im japanischen Kyōto für Hannaryz auf Korbjagd ging.

## Kontroverse
Abdul-Rauf weigerte sich, vor dem Spiel zur amerikanischen Nationalhymne strammzustehen, was eine Kontroverse  auslöste. Abdul-Rauf hatte diese als Symbol der Unterdrückung bezeichnet, da die USA eine lange Geschichte der Tyrannei hätten. Am 12. März 1996 suspendierte ihn die NBA -allerdings nur für zwei Tage und ein Spiel. Danach einigte man sich darauf, dass er während des Abspielens der Hymne still beten würde.

## Sonstiges
Abdul-Rauf leidet unter einer leichten Form des Tourette-Syndroms.